# Santa Maria delle Grazie a Toledo
Santa Maria delle Grazie je rimokatolička crkva koja se nalazi na ulici Via Toledo, blizu raskrižja s ulicom Via Diaz Armando, u središnjem Napulju, Italija.

## Povijest
Crkvu je 1628. sagradio teatinski red, a prvobitno je bila posvećena Djevici od Loreta. Godine 1721. je djelomično obnovljena. Godine 1806. Teatinci su potisnuti i dobio je svjetovnu upotrebu. Godine 1835. crkva je pripojena Confraternita dei sette dolori (Bratstvo sedam boli), čiji je izvorni dom bila crkva bazilike San Francesco di Paola. Obnovu crkve u doba Franje II. od Dvije Sicilije projektirao je Carlo Parascaldo.
Glavni oltar (1759.) dovršio je Giuseppe Sanmartino prema nacrtima Michelangela Porzija. Pokraj oltara nalaze se dva kipa Tita Angelinija koji predstavljaju Vjeru i Nadu. Dodatak neoklasičnom dekoru su slike San Gennara od Tommasa de Viva, San Gaetana od Camilla Guerre i Anđeo čuvar od Gennara Maldarellija. Crkva je 2009. ponovno otvorena za javnost unatoč restauracijama koje su u tijeku.

## Vanjske poveznice
|  | Zajednički poslužitelj ima još gradiva o temi Santa Maria delle Grazie a Toledo |